# 穆倫似刀鯰
穆倫似刀鯰，為輻鰭魚綱鯰形目北非鯰科的其中一種，分布於亞洲蘇門答臘及婆羅洲西部的淡水流域，體長可達10公分，棲息在河川、湖泊的底層水域，屬肉食性，以小型無脊椎動物為食，生活習性不明。

## 擴展閱讀
維基物種上的相關：穆倫似刀鯰